# Tococa
Genre
Tococa est un genre de plantes à fleurs de la famille Melastomataceae. 
Il comprend 109 espèces décrites et dont seules 48 ont été acceptées selon The Plant List. Selon Plants of the World Online, c'est un synonyme de Miconia.

## Origine du nom
Dans Histoire des plantes de la Guiane française, Jean Baptiste Christian Fusée-Aublet écrit : "On a donné le nom de BOIS MACAQUE à cet arbrisseau, parce qu'on a remarqué que les singes en mangent le fruit, qui est aussi du goût de différens habitans de la Guiane. Les Galibis l'appellent TOCOCO".

## Description
Les tococas sont des arbustes, des sous-arbustes ou des petits arbres, souvent avec des domaties dans le limbe ou près de la base pileuse. Les feuilles, pileuses, sont opposées, ovales, crénelées, avec cinq nervures, et une nervure à la circonférence. Les fleurs forment des panicules terminales ou pseudolatérales. L'hypanthe est dépourvu de calice ou fondu dans le bouton, persistant. Les pétales sont généralement obovales-oblongs, arrondis à émarginés à l'apex. Les dix étamines sont glabres. Les thèques de l'anthère sont généralement oblongs et légèrement incurvés vers l'intérieur avec un pore apical solitaire ventral ou incliné dorsalement. L'ovaire est pluriloculaire (trois à cinq locules), glabre en Méso-Amérique. Le stigmate est capité. Les fruits sont des baies purpurines. Les graines sont nombreuses, ovoïdes à pyramidales.

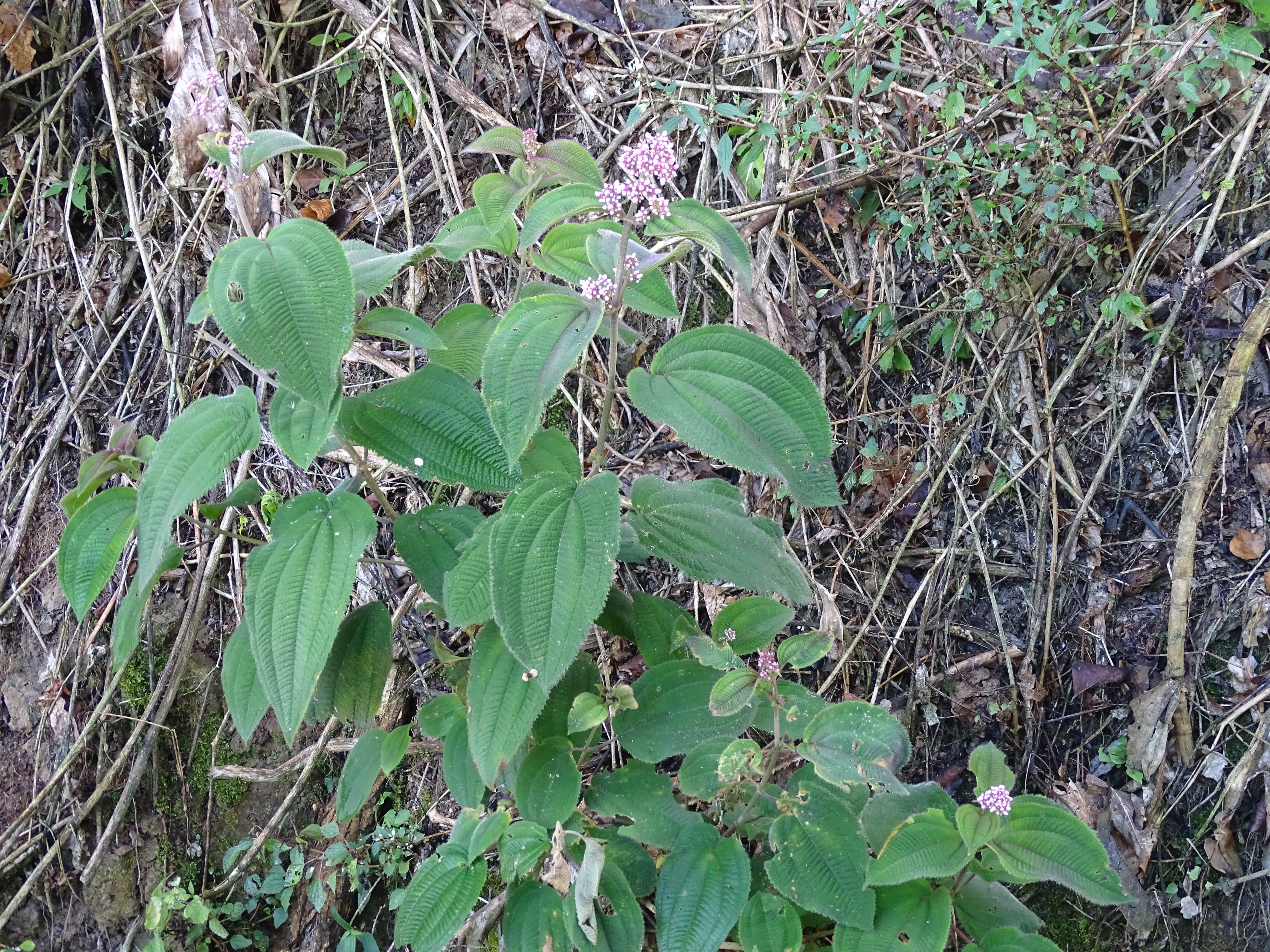
Pied de tococa en Turrialba, au Costa Rica.
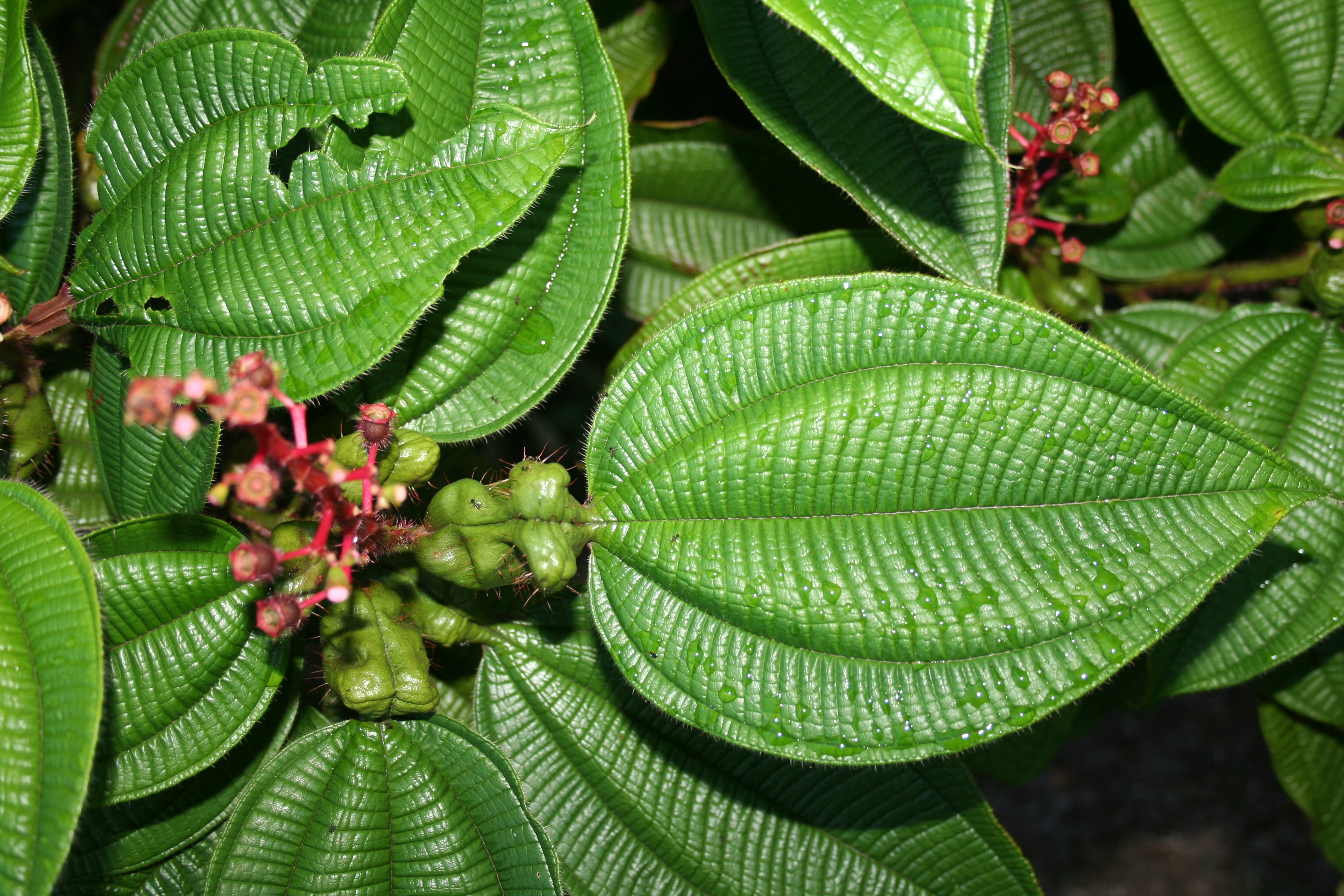
Feuilles et fruits verts de Tococa sp. (peut-être Tococa guianensis). Les structures gaufrées à la base des feuilles sont des domaties, des structures spécialisées pour héberger des fourmis. Les fourmis protègent la plante contre les ravageurs et lui apportent une nourriture minérale.

## Répartition géographique
On trouve ces arbustes dans le bassin amazonien, mais aussi depuis le sud du Mexique jusqu'en Bolivie et au Brésil.

## Classification
Ce genre a été décrit en 1775 par le botaniste français Jean Baptiste Christian Fusée-Aublet (1707-1778).
Il est assigné à la famille des Melastomataceae aussi bien en classification phylogénétique APG III (2009) qu'en classification classique de Cronquist (1981).

### Liste d'espèces
Vous trouverez ci-dessous une liste des espèces de Tococa acceptées selon The Plant List (16 mai 2019) ::
- Tococa aristata Benth.
- Tococa bolivarensis Gleason
- Tococa broadwayi Urb.
- Tococa bullifera Mart. & Schrank ex DC.
- Tococa capitata Trail ex Cogn.
- Tococa caquetana Sprague
- Tococa carolensis Gleason
- Tococa caryophyllaea (DC.) S.S. Renner
- Tococa caudata Markgr.
- Tococa ciliata Triana
- Tococa cinnamomea Triana
- Tococa cordata O. Berg ex Triana
- Tococa coronata Benth.
- Tococa croatii Almeda
- Tococa desiliens Gleason
- Tococa erioneura (Cogn.) Wurdack
- Tococa erythrophylla (Ule) Wurdack
- Tococa filiformis (Gleason) K. Wurdack
- Tococa gonoptera Gleason
- Tococa guianensis Aubl.
- Tococa hirta O. Berg ex Triana
- Tococa imperialis (Linden) G. Nicholson
- Tococa lancifolia Spruce ex Triana
- Tococa liesneri Wurdack
- Tococa macrophysca Spruce ex Triana
- Tococa macroptera Naudin
- Tococa macrosperma Mart.
- Tococa meridensis Wurdack
- Tococa nitens (Benth.) Triana
- Tococa obovata Gleason
- Tococa oligantha Gleason
- Tococa pachystachya Wurdack
- Tococa parviflora Spruce ex Triana
- Tococa pauciflora Spruce ex Triana
- Tococa perclara Wurdack
- Tococa platyphylla Benth.
- Tococa quadrialata (Naudin) J.F. Macbr.
- Tococa racemifera Wurdack
- Tococa raggiana F.A. Michelangeli
- Tococa rotundifolia (Triana) Wurdack
- Tococa spadiciflora Triana
- Tococa stellata Gleason
- Tococa stenoptera Gleason
- Tococa stephanotricha Naudin
- Tococa subciliata (DC.) Triana
- Tococa symphyandra (Triana) Cogn.
- Tococa tepuiensis Wurdack
- Tococa undabunda J.F. Macbr.